# 小川智大
小川 智大（おがわ ともひろ、1996年7月4日 - ）は、日本の男子プロバレーボール選手である。

## 来歴
神奈川県横浜市出身。小3の頃、姉の影響を受けてバレーボールを始める。
横浜市立万騎が原中学校、川崎市立橘高等学校、明治大学を経て、2018年10月に、豊田合成トレフェルサ（現・ウルフドッグス名古屋）に入団内定。内定選手としてV1・レギュラーラウンドに計5セット出場した。
豊田合成入団1シーズン目となる2019-20シーズン、2019年7月、イタリア・ナポリで開催された第30回ユニバーシアード競技大会にユニバーシアード日本代表として出場し、ベストディガーを受賞。
2020年2月2日、6シーズン連続ベストリベロ賞など多数の賞を受賞している古賀幸一郎がV1レギュラーラウンドのパナソニックパンサーズ戦で負傷。交代で出場した小川はそのままリベロのレギュラーに定着し、翌シーズンに引退する古賀の後を継ぐ形となった。
入団2シーズン目となる2020-21シーズン、V1男子でサーブレシーブ賞とベストリベロ賞、Vリーグ日本記録賞（サーブレシーブ部門）を受賞。古賀が多く受賞してきた個人賞を受賞した。
2021年4月、日本代表に初選出され、ネーションズリーグに出場。
2021年7月、自身のSNSでプロ選手として契約していることを報告した。
東京オリンピックの最終メンバー入りはならなかったが、アジア選手権に出場し、チームは銀メダルを獲得した。
2021-22シーズン、クラブチームの方でも、WD名古屋の天皇杯優勝とV1男子準優勝に貢献し、V1男子では昨シーズンに続きサーブレシーブ賞とベストリベロ賞を受賞した。
2022-23シーズン、V1男子でチームの7シーズンぶりの優勝に貢献し、ベストリベロ賞を受賞した。
2024年4月、WD名古屋を退団。6月にジェイテクトSTINGS愛知入団が発表された。
2025年5月、2024-25シーズン限りでの退団が発表された。6月にサントリーサンバーズ大阪入団が発表された。

## 球歴
- 日本代表 （2021年-）
  - 世界選手権 - 2022年
  - ネーションズリーグ - 2021年、2022年、2023年、2024年、2025年
  - アジア選手権 - 2021年、2023年

## 所属チーム
- 川崎市立橘高等学校（2012-2015年）
- 明治大学（2015-2019年）
- ウルフドッグス名古屋（2019-2024年）
- ジェイテクトSTINGS愛知（2024-2025年）
- サントリーサンバーズ大阪（2025年-）

## 受賞歴
- 2019年 - 第30回ユニバーシアード競技大会 ベストディガー
- 2021年 - 2020-21 V.LEAGUE DIVISION1 MEN サーブレシーブ賞、ベストリベロ賞、Vリーグ日本記録賞（サーブレシーブ部門）
- 2022年 - 2021-22 V.LEAGUE DIVISION1 MEN サーブレシーブ賞、ベストリベロ賞
- 2023年 - 2022-23 V.LEAGUE DIVISION1 MEN ベストリベロ賞
- 2024年 - 2023-24 V.LEAGUE DIVISION1 MEN サーブレシーブ賞、レシーブ賞